# Lijst van Tsjechische autosnelwegen

Tsjechisch autosnelwegennet (2023)

Op de autosnelwegen van Tsjechië wordt er tol geheven door middel van vignetten. Enkele autosnelwegen nabij de grotere steden zijn tolvrij.

## Autosnelwegen (Dálnice)
| 0  | autosnelwegring van Praag |
| 1  | Praag – Jihlava – Brno – Vyškov – Kroměříž – Hulín – Přerov – Lipník nad Bečvou – Bělotín – Ostrava – Bohumín – Grensovergang Věřňovice (aansluiting Poolse A1) |
| 2  | Brno – Břeclav – Grensovergang Lanžhot (aansluiting Slowaakse D2)                                                                                               |
| 3  | Praag – Tábor – České Budějovice – Grensovergang Dolní Dvořiště (aansluiting geplande Oostenrijkse S10)                                                         |
| 4  | Praag – Příbram – Nová Hospoda |
| 5  | Praag – Beroun – Rokycany – Pilsen – Grensovergang Rozvadov (aansluiting Duitse )                                                                               |
| 6  | Praag – Karlsbad – Sokolov – Cheb – Grensovergang Pomezí nad Ohří (aansluiting Duitse , geplande )                                                              |
| 7  | Praag – Slaný – Louny – Chomutov |
| 8  | Praag – Roudnice nad Labem – Lovosice – Ústí nad Labem – Grensovergang Krásný Les (aansluiting Duitse )                                                         |
| 10 | Praag – Mladá Boleslav – Turnov |
| 11 | Praag – Poděbrady – Hradec Králové – Jaroměř – Trutnov – Grensovergang Královec (aansluiting geplande Poolse S3)                                                |
| 35 | Úlibice – Hradec Králové – Svitavy – Moravská Třebová – Mohelnice – Olomouc – Lipník nad Bečvou                                                                 |
| 43 | Brno – Kuřim – Velké Opatovice – Moravská Třebová |
| 46 | Vyškov – Prostějov – Olomouc |
| 48 | Bělotín – Nový Jičín – Frýdek-Místek – Český Těšín |
| 49 | Hulín – Zlín – Vizovice – Střelná – Grensovergang Horní Lideč (aansluiting geplande Slowaakse R6)                                                               |
| 52 | Brno – Pohořelice – Mikulov – Grensovergang Mikulov (aansluiting geplande Oostenrijkse A5)                                                                      |
| 55 | Olomouc – Přerov – Hulín – Otrokovice – Břeclav |
| 56 | Ostrava – Frýdek-Místek |